# Мінерали-плюс
Мінерали-плюс (рос. минералы-плюс, англ. plus-minerals; нім. Plus-Minerale n pl) — лужні й лужно-вапнисті силікати вивержених порід, які утворюються при розширенні об'єму.